# Goldbergowie
Goldbergowie (oryg. The Goldbergs) – komediowy amerykański serial telewizyjny wyprodukowany przez ABC. Serial jest emitowany od 24 września 2013 roku. Twórcami serialu są  Adam F. Goldberg i Wendi McLendon-Covey.
W Polsce serial był emitowany od 22 maja 2016 przez Canal+ Family, a od drugiej serii na Comedy Central.

## Fabuła
Serial komediowy opowiada o nietypowej rodzinie Goldbergów, a jego akcja dzieje się w latach 80.

## Obsada
- Wendi McLendon-Covey  jako Beverly Goldberg
- Sean Giambrone  jako Adam Goldberg
- Troy Gentile jako Barry Goldberg
- Hayley Orrantia  jako Erica Goldberg
- George Segal jako Albert Solomon
- Jeff Garlin jako Murray Goldberg
- AJ Michalka jako Lainey, przyjaciółka Ericki[3][4]

### Gościnne występy
- Tom Cavanagh[5]
- Jennifer Irwin[5]
- Annie Mumolo[6]
- Martin Starr jako Andrea, pracownik sklepu video[7]

## Odcinki
| Sezon | Sezon | Odcinki | Oryginalna emisja | Oryginalna emisja | Oryginalna emisja    | Oryginalna emisja | Oryginalna emisja |
| Sezon | Sezon | Odcinki | Premiera sezonu   | Finał sezonu      | Premiera sezonu      | Finał sezonu      |                   |
| ----- | ----- | ------- | ----------------- | ----------------- | -------------------- | ----------------- | ----------------- |
|       | 1     | 23      | 24 września 2013  | 13 maja 2014      | 22 maja 2016         | 7 lipca 2016      |                   |
|       | 2     | 24      | 24 września 2014  | 13 maja 2015      | 15 października 2017 | 31 grudnia 2017   |                   |
|       | 3     | 24      | 23 września 2015  | 18 maja 2016      | 1 marca 2018         | 22 marca 2018     |                   |
|       | 4     | 24      | 21 września 2016  | 17 maja 2017      | 15 maja 2018         | 1 czerwca 2018    |                   |
|       | 5     | 22      | 27 września 2017  | 16 maja 2018      | —                    | —                 |                   |
|       | 6     | 23      | 26 września 2018  | 8 maja 2019       | —                    | —                 |                   |
|       | 7     | 23      | 25 września 2019  | 13 maja 2020      | —                    | —                 |                   |

## Produkcja
1 listopada 2013 stacja ABC zamówiła pełny sezon serialu The Goldbergs, który liczy 22 odcinki.
4 marca 2016 roku, stacja ABC ogłosiła zamówienie czwartego sezonu, a w maju 2017 zamówiła piąty i szósty sezonu.
W maju 2019 roku, stacja ABC przedłużyła serial o siódmy sezon, a rok później zamówiła sezon ósmy.